# Verdák (filmzene)
A Verdák a Disney és a Pixar 2006-os animációs filmje.
A filmzenealbum tizenegy dala Randy Newman szerzeménye. A maradék kilenc dalt népszerű kortárs előadóktól hallhatjuk. Ezen dalok műfaja a poptól a blues-on át a country-ig és a rock-ig terjed.

## Az albumon szereplő dalok
| #  | Dal címe            | Előadó        | Infó                                                                   |
| 1  | Real Gone           | Sheryl Crow   | Filmnyitány. "Szelep Kupa" verseny.                                    |
| 2  | Route 66            | Chuck Berry   | Népszerű verzió. Eredeti verzió: Nat King Cole.                        |
| 3  | Life Is a Highway   | Rascal Flatts | Az út Kaliforniába. Eredeti verzió: Tom Cochrane.                      |
| 4  | Behind the Clouds   | Brad Paisley  | Eredeti verzió.                                                        |
| 5  | Our Town            | James Taylor  | "Kipufogó-fürdő hanyatlásának története".                              |
| 6  | Sh-Boom             | The Chords    | Eredeti verzió, Kipufogó-fürdő fényeinek újjáélesztése alatt hallható. |
| 7  | Route 66            | John Mayer    | Végefőcím. Új verzió.                                                  |
| 8  | Find Yourself       | Brad Paisley  | Eredeti verzió.                                                        |
| 9  | Opening Race        | Randy Newman  | Score.                                                                 |
| 10 | McQueen's Lost      | Randy Newman  | Score.                                                                 |
| 11 | My Heart Would Know | Hank Williams | Eredeti verzió.                                                        |
| 12 | Bessie              | Randy Newman  | Score.                                                                 |
| 13 | Dirt Is Different   | Randy Newman  | Score.                                                                 |
| 14 | New Road            | Randy Newman  | Score.                                                                 |
| 15 | Tractor Tipping     | Randy Newman  | Score.                                                                 |
| 16 | McQueen and Sally   | Randy Newman  | Score.                                                                 |
| 17 | Goodbye             | Randy Newman  | Score.                                                                 |
| 18 | Pre-Race Pageantry  | Randy Newman  | Score.                                                                 |
| 19 | The Piston Cup      | Randy Newman  | Score.                                                                 |
| 20 | The Big Race        | Randy Newman  | Score.                                                                 |

## Az album szereplése a toplistákon
| Év   | Toplista                                | Legjobb helyezés |
| ---- | --------------------------------------- | ---------------- |
| 2006 | Billboard 200                           | 7                |
| 2006 | U.S. iTunes Music Store – Album Top 100 | 1                |

## Külső hivatkozások
- A filmzenealbum oldala
- A film oldala
- A Disney Pictures oldala
- A Disney Records oldala
- A Pixar oldala